# Opel Mokka
La Opel Mokka è un'autovettura di tipo crossover SUV prodotta dal 2012 dalla casa automobilistica tedesca Opel.

## Le generazioni

### Mokka A
Nel 2012 ha esordito la Mokka A basata sulla piattaforma Gamma II creata dalla filiale GM Korea. La vettura condivide la base tecnica con la prima generazione delle Buick Encore e Chevrolet Trax. In seguito la vettura è stata rinominata Mokka X.

### Mokka B
La Opel Mokka B è stata presentata a giugno 2020. Si basa sulla piattaforma modulare PSA condividendo la meccanica e le motorizzazioni con le auto del gruppo francese; per la prima volta è disponibile una variante elettrica denominata Opel Mokka-e.

## Galleria d'immagini
| Mokka A (2012-2019) | Mokka B (2020-) |
| ------------------- | --------------- |
|                     |                 |
|                     |                 |